# Gabriel Ioan Paraschiv
Gabriel Ioan Paraschiv (*Moreni, Dâmbovița, Rumania, 27 de marzo de 1978) es un futbolista internacional rumano. Se desempeña  en posición de centrocampista y actualmente juega en el FC Oțelul Galați que milita en la Liga I. 

## Selección nacional
Ha sido internacional con la Selección de fútbol de Rumania en una ocasión en un partido celebrado el 20 de agosto de 2008 contra la Selección de fútbol de Letonia que finalizó 1-0 a favor de los rumanos.

## Clubes
| Club                           | País    | Temporadas        |
| ------------------------------ | ------- | ----------------- |
| CS Flacăra Moreni              | Rumania | 1998/99           |
| FCM Târgovişte                 | Rumania | 1998/99 a 2000/01 |
| CS Flacăra Moreni              | Rumania | 2001/02           |
| Petrolul Ploiești              | Rumania | 2001/02 a 2002/03 |
| Oltul Sfântu Gheorghe (cedido) | Rumania | 2003/04           |
| Petrolul Ploiești              | Rumania | 2004/05 a 2005/06 |
| FC Oțelul Galați               | Rumania | 2006/07-          |

## Palmarés

### Campeonatos nacionales
| Título               | Club              | País    | Año     |
| -------------------- | ----------------- | ------- | ------- |
| Liga I               | FC Oțelul Galați  | Rumania | 2010/11 |
| Supercopa de Rumanía | FC Oțelul Galați  | Rumania | 2011    |
| Liga II              | Petrolul Ploiești | Rumania | 2002/03 |

### Campeonatos internacionales
| Título                    | Club             | País    | Año  |
| ------------------------- | ---------------- | ------- | ---- |
| Copa Intertoto de la UEFA | FC Oțelul Galați | Rumania | 2007 |